# Сухоядіння
Сухоядіння (грец. ξηροφαγία) - один із суворих ступенів посту в християнських церквах візантійського обряду, термін в монастирському Статуті, який означає дозвіл на куштування в піст тільки такої їжі рослинного походження, яка не піддавалася термічній обробці. Поширюється переважно на ченців. Для мирян вважається додатковим подвигом, на який рекомендується отримати благословення духівника. У греко-католицьких церквах сухоядіння практично вийшло з вжитку після Другого Ватиканського собору як надмірно суворий елемент чернечої аскези.

## Особливості їжі, яка відповідає критеріям сухоядіння
До їжі, яка відповідає критеріям сухоядіння належить неварена їжа . Це хліб , свіжі, сушені або мочені овочі і фрукти (в Типіконі пропонуються, наприклад: інжир, фініки, родзинки, маслини, горіхи) . Рослинна олія та вино, хоча і приготовлені без термічної обробки, вживати в такі дні не дозволяється. Гарячі напої, включаючи каву і компоти, не дозволені. Забороняється вживання будь-якої їжі тваринного походження, в тому числі м'яса, риби, яєць, молока і молочних продуктів.

## Дні, коли практикується сухоядіння
У православних християн сухоядіння пропонується Типіконом в більшість днів Великого посту, крім субот, неділь і днів, коли «зовсім зовсім їсти не личить» (повне утримання від їжі). Якщо свято Благовіщення, припадає на Велику п'ятницю, то відповідно до Типікону, в харчуванні слід дотримуватися сухоядіння, але при цьому дозволено вино.